# Kotowo (przystanek kolejowy)
Kotowo – przystanek kolejowy we wsi Kotowo, w powiecie grodziskim, w woj. wielkopolskim, w Polsce.

## Ruch pasażerski
| Rok  | Wymiana pasażerska na dobę |
| ---- | -------------------------- |
| 2017 | 20-49                      |
| 2022 | 20-49                      |

.
W 2014 obsługiwana pociągami osobowymi uruchamianymi przez Koleje Wielkopolskie na trasie Poznań-Wolsztyn.